# Africada palatal surda
A africada palatal surda é um tipo de som consonantal, usado em algumas línguas faladas. Os símbolos no Alfabeto Fonético Internacional que representam este som são ⟨c͡ç⟩ e ⟨c͜ç⟩, e o símbolo X-SAMPA equivalente é c_C. A barra de ligação pode ser omitida, rendendo ⟨cç⟩ no AFI e cC no X-SAMPA.
Este som é o equivalente não sibilante do africado alvéolo-palatal surdo.
O africado palatal surdo ocorre em idiomas como o húngaro e o Skolt Sami, entre outros. A consoante é bastante rara; está quase ausente da Europa (com exceção das línguas Urálicas e Albanesas). Geralmente ocorre com sua contraparte expressa, a africada palatal expressa.
Há também o africado pós-palatal surdo em algumas línguas, que é articulado ligeiramente mais atrás em comparação com o local de articulação do africado palatal surdo prototípico, embora não tão atrás quanto o africado velar surdo prototípico. O Alfabeto Fonético Internacional não tem um símbolo separado para esse som, embora possa ser transcrito como ⟨c̠͡ç̠⟩, ⟨c͡ç˗⟩ (ambos os símbolos denotam um ⟨c͡ç⟩ retraído) ou ⟨k̟͡x̟⟩ (⟨k͡x⟩ avançado) - este o artigo usa apenas o primeiro símbolo. Os símbolos X-SAMPA equivalentes são c_-_C_- e k_+_x_+, respectivamente.
Especialmente na transcrição ampla, o africado pós-palatal surdo pode ser transcrito como um africado velar surdo palatalizado (⟨k͡xʲ⟩ ou ⟨k͜xʲ⟩ no AFI, k_x' ou k_x_j no X-SAMPA).

## Características
- Sua forma de articulação é africada, o que significa que é produzida primeiro interrompendo totalmente o fluxo de ar, depois permitindo o fluxo de ar através de um canal restrito no local de articulação, causando turbulência. Não é uma sibilante.
- Seu local de articulação é palatino, o que significa que é articulado com a parte média ou posterior da língua elevada ao palato duro. A outra variante pós-palatina idêntica é articulada ligeiramente atrás do palato duro, fazendo com que soe um pouco mais perto do velar [k͡x].
- Sua fonação é surda, o que significa que é produzida sem vibrações das cordas vocais. Em alguns idiomas, as cordas vocais estão ativamente separadas, por isso é sempre sem voz; em outras, as cordas são frouxas, de modo que pode assumir a abertura de sons adjacentes.
- É uma consoante oral, o que significa que o ar só pode escapar pela boca.
- É uma consoante central, o que significa que é produzida direcionando o fluxo de ar ao longo do centro da língua, em vez de para os lados.
- O mecanismo da corrente de ar é pulmonar, o que significa que é articulado empurrando o ar apenas com os pulmões e o diafragma, como na maioria dos sons.

## Ocorrência
| Língua        | Língua                         | Palavra       | AFI            | Significado   | Notas |
| ------------- | ------------------------------ | ------------- | -------------- | ------------- | --- |
| Albanês       | Padrão                         | qaj           | [c͡çaj]         | Eu choro      | Pode se fundir com [t͡ʃ] em alguns dialetos. Retido como [c] em algumas variedades de albanês tosk, ou alternativamente [c͡ç].                            |
| Asturiano     | Asturiano ocidental            | muyyer        | [muˈc͡çeɾ]      | Mulher        | Evolução alternativa de -lj-, -c'l-, pl-, cl- and fl- na área de Brañas Vaqueiras, nas Astúrias Ocidentais. Pode ser também realizado como [c] or [ɟ͡ʝ]. |
| Neerlandês    | Neerlandês                     | bakje         | [ˈbɑc̠͡ç̠jə]      | Bandeja       | Pós-palatal; alofone de /k/ antes de /j/. |
| Húngaro       | Húngaro                        | tyúk          | [c͡çuːk]        | Galinha       | |
| Caingangue    | Caingangue                     | [c͡çɔi̯ɟ]       | [c͡çɔi̯ɟ]        | Tipulidae     | Possível realização no começo e palavras de /ç/. |
| Coreano       | Coreano                        | 켜다 / kyeoda | [c͡çɘː.dɐ]      | Ligar         | Alofone de /kʰ/ antes de /i/ e /j/. |
| Navajo        | Navajo                         | ashkii        | [aʃc͡çiː]       | Menino        | Alofone de /kʰ/ antes de vogais frontais /i, e/. |
| Norueguês     | Dialetos centrais e ocidentais | ikkje         | [ic͡çə]         | Não           | |
| Lapão escolto | Lapão escolto                  | sääˊmǩiõll    | [ɕa̟ːmʰc͡çjɘhlː] | Lapão escolto | |